# Albert Škarvan
Albert Škarvan (Turdossin, 1869. január 31. – Liptóújvár, 1926. március 29.) szlovák orvos, író, műfordító, eszperantista.

## Életútja
1869. január 31-én az Árva vármegyei Turdossinban született. 1878 és 1886 között a lőcsei, az iglói majd a késmárki gimnáziumban végezte tanulmányait. 1886–87-ben a budapesti Orvostudományi Egyetemen, 1887 és 1891 között prágai Károly Egyetemen, 1891 és 1894 között az Innsbrucki Egyetemen tanult orvosnak. Ezt követően Kassán lett kórházi orvos. Működése alatt olvasta Lev Tolsztoj: Isten országa benned van című művét. Ennek eredményeként 1895-ben lelkiismereti okokból megtagadta a katonai szolgálatot, ezért lefokozták és négy hónap börtönbüntetésre ítélték. Ráadásul megfosztották a doktori címétől.
Bebörtönzése után Tolsztoj meghívta Oroszországba. Ottani tartózkodása alatt került kapcsolatba az eszperantó mozgalommal, és csatlakozott ahhoz. 1897-ben politikai okokból kiutasították és Angliába költözött. Egészségügyi okok miatt 1898-tól Svájcban élt. 1898 és 1904 között Locarnóban, 1904 és 1910 között Grand Lancyban dolgozott orvosként. 1907-ben képviselte a szlovák eszperantistákat a harmadik Eszperantó Világkongresszuson Cambridge-ben. Svájci tartózkodása alatt ismerte meg Gustav Gräser brassói szász származású spirituális tanítómestert pacifistát, aki 1900 őszén Ascona területén álló Monte Verità-n társaival megalapította utópisztikus közösségüket. 1905-ben Škarvan Gräserrel közösen itt tervezett vidéki iskolát létrehozni.
1909-ben kegyelmet kapott, és 1910-ben hazatért. Orvosként dolgozott a Hont vármegyei Alsóterényen, majd a Trencsén vármegyei Bánon. Az első világháború kitörésekor a nála lévő Tolsztoj-levelek miatt mint oroszbarát, háborúellenes veszélyes személyt internálják a Heves vármegyei Verpelétre, ahonnan csak a háború végén kerül ismét haza, Liptóújvárra, ahol haláláig körorvosként dolgozott.
Puskin, Gorkij, Turgenyev, Csehov és Maupassant műveit fordította szlovák, magyar és német nyelvre.
1926. március 29-én hunyt el.

## Művei
- Moj otkaz ot vojennoj služby. Purleigh, Essex 1898 [a Zápisky vojenského lekára orosz nyelvű kiadása]
- Zápisky vojenského lekára. Prága, Aventinum 1920. [utolsó kiadás: Zápisky vojenského lekára. Slováci. Pozsony, Tatran 1991]
- Vlastný životopis. (Prúdy folyóirat, X. évfolyam, 1926, 7. sz., 411–425. o.)
- Slováci (Literárny archív 1969, 192–235 o.)
- Moja premena (Biografické štúdie IV. évfolyam, Liptószentmárton 1973, 87–95. o.

## Fordítás
- Ez a szócikk részben vagy egészben  az   Albert Škarvan című német Wikipédia-szócikk ezen változatának fordításán alapul.  Az eredeti cikk szerkesztőit annak laptörténete sorolja fel. Ez a jelzés csupán a megfogalmazás eredetét és a szerzői jogokat jelzi, nem szolgál a cikkben szereplő információk forrásmegjelöléseként.
- Ez a szócikk részben vagy egészben  az   Albert Škarvan című angol Wikipédia-szócikk ezen változatának fordításán alapul.  Az eredeti cikk szerkesztőit annak laptörténete sorolja fel. Ez a jelzés csupán a megfogalmazás eredetét és a szerzői jogokat jelzi, nem szolgál a cikkben szereplő információk forrásmegjelöléseként.
- Ez a szócikk részben vagy egészben  az   Albert Škarvan című szlovák Wikipédia-szócikk ezen változatának fordításán alapul.  Az eredeti cikk szerkesztőit annak laptörténete sorolja fel. Ez a jelzés csupán a megfogalmazás eredetét és a szerzői jogokat jelzi, nem szolgál a cikkben szereplő információk forrásmegjelöléseként.